# Ali Sabieh
Ali Sabieh (arab. على صبيح) – miasto w południowej części Dżibuti, przy granicy z Etiopią; ok. 22 tys. mieszkańców (drugie co do wielkości miasto kraju). Stolica regionu Ali Sabieh.